# Bed Rugs
Bed Rugs is een Belgische rockband, afkomstig uit Antwerpen. De band werd midden jaren '00 opgericht als The Porn Bloopers en stond in 2008 in de finale van Humo's Rock Rally. Omdat ze nadien veranderden van muziekstijl, kozen de leden ervoor om ook van naam te veranderen. De naam Bed Rugs is geïnspireerd op het gestolen matje uit The Big Lebowski.

## Muziek
In 2012 bracht de band haar debuutplaat 8th Cloud uit. De plaat werd geproduceerd door Pascal Deweze, en uitgebracht op het inmiddels ter ziele gegane label Munich Records. Het album kreeg lovende kritieken in de pers, en de band scoorde een bescheiden hit met hun eerste single What Does It Mean. De groep speelde vervolgens op een aantal belangrijke festivals zoals Pukkelpop, Crossing Border en Casa Blanca, en toerde in het voorprogramma van Balthazar door Nederland. Eind 2012 trok de band zich een aantal dagen terug in een verlaten kerk, om samen met producer Niels Hendrix een nieuwe ep op te nemen. De ep Rapids  verscheen in 2013 op het nieuwe Belgische indielabel Waste My Records.
Begin 2015 verscheen hun tweede album Cycle. Meer nog dan voordien zijn hier psychedelische invloeden te horen. Een eerste single uit het album was Specks. In april verscheen een tweede single: Piles.
In 2017 trokken Bed Rugs naar Athens in de Amerikaanse staat Georgia voor de opnames van een nieuwe dubbelelpee genaamd Hard Fun Grand Design. Ze namen 26 nummers op in de Pixel Studio van Derek Almstead (Elephant 6). Het album werd uitgebracht in 2018.

## Discografie
- 8th Cloud, 2012
- Cycle, 2015
- Hard Fun Grand Design, 2018

## Hitlijsten
| Album met hitnotering(en) in de Vlaamse Ultratop 200 albums | Datum van verschijnen | Datum van binnenkomst | Hoogste positie | Aantal weken | Opmerkingen |
| ----------------------------------------------------------- | --------------------- | --------------------- | --------------- | ------------ | ----------- |
| 8th Cloud                                                   | 2012                  | 11-2-2012             | 74              | 2            |             |

| Single met hitnotering(en) in de Vlaamse Ultratop 50 | Datum van verschijnen | Datum van binnenkomst | Hoogste positie | Aantal weken | Opmerkingen |
| ---------------------------------------------------- | --------------------- | --------------------- | --------------- | ------------ | ----------- |
| What Does It Mean?                                   | 2012                  | 21-1-2012             | 63              | 6            | Ultratip    |
| Dream On                                             | 2012                  | 9-6-2012              | 79              | 4            | Ultratip    |